# Ali Lutfi Mahmud
Ali Mahmud Lutfi (in arabo علي لطفى محمود; al-Fayyum, 6 ottobre 1935 – Il Cairo, 27 maggio 2018) è stato un politico egiziano.
È stato il primo ministro dell'Egitto dall'ottobre 1985 al novembre 1986.